# Municipio de Jones (Dakota del Sur)
El municipio de Jones (en inglés: Jones Township) es un municipio ubicado en el condado de Gregory en el estado estadounidense de Dakota del Sur. En el año 2010 tenía una población de 65 habitantes y una densidad poblacional de 0,7 personas por km².

## Geografía
El municipio de Jones se encuentra ubicado en las coordenadas 43°7′31″N 99°21′26″O / 43.12528, -99.35722. Según la Oficina del Censo de los Estados Unidos, el municipio tiene una superficie total de 93.08 km², de la cual 93,03 km² corresponden a tierra firme y (0,05 %) 0,05 km² es agua.

## Demografía
Según el censo de 2010, había 65 personas residiendo en el municipio de Jones. La densidad de población era de 0,7 hab./km². De los 65 habitantes, el municipio de Jones estaba compuesto por el 93,85 % blancos y el 6,15 % eran de una mezcla de razas. Del total de la población el 0 % eran hispanos o latinos de cualquier raza.